# Type 99 (fuzil de precisão)
O fuzil de precisão Type 99 (九九式狙撃銃, Kyūkyū-shiki sogeki-jū) foi um fuzil de precisão de ação por ferrolho japonês usado durante a Segunda Guerra Mundial. Era uma versão para franco-atirador do fuzil Type 99, com cartucho 7,7×58mm. Havia algumas variações do fuzil de precisão Type 99, algumas com ferrolho reto e mira telescópica montada no lado esquerdo da armação, o que permitia o carregamento por pente. Outra variação era aquela com um ferrolho dobrado e a mira telescópica acima do receptor, o que exigia que o franco-atirador carregasse por um cartucho de cada vez.  O cano mais curto, combinado com o cartucho de maior calibre, tornou a ocultação mais difícil do que a do fuzil de precisão Type 97 que o precedeu, considerando o disparo e o clarão mais altos causados pelo aumento da capacidade de pólvora.